# Calle de Jovellanos
La calle de Jovellanos es una breve vía pública del distrito Centro de Madrid que une la calle de Los Madrazo con la de Zorrila. Está dedicada al ilustrado Gaspar Melchor de Jovellanos, nacido en Gijón en 1744. En orientación sur-norte y ligeramente arqueada, en su breve recorrido se encuentra el Teatro de la Zarzuela inaugurado en 1856.

## Historia

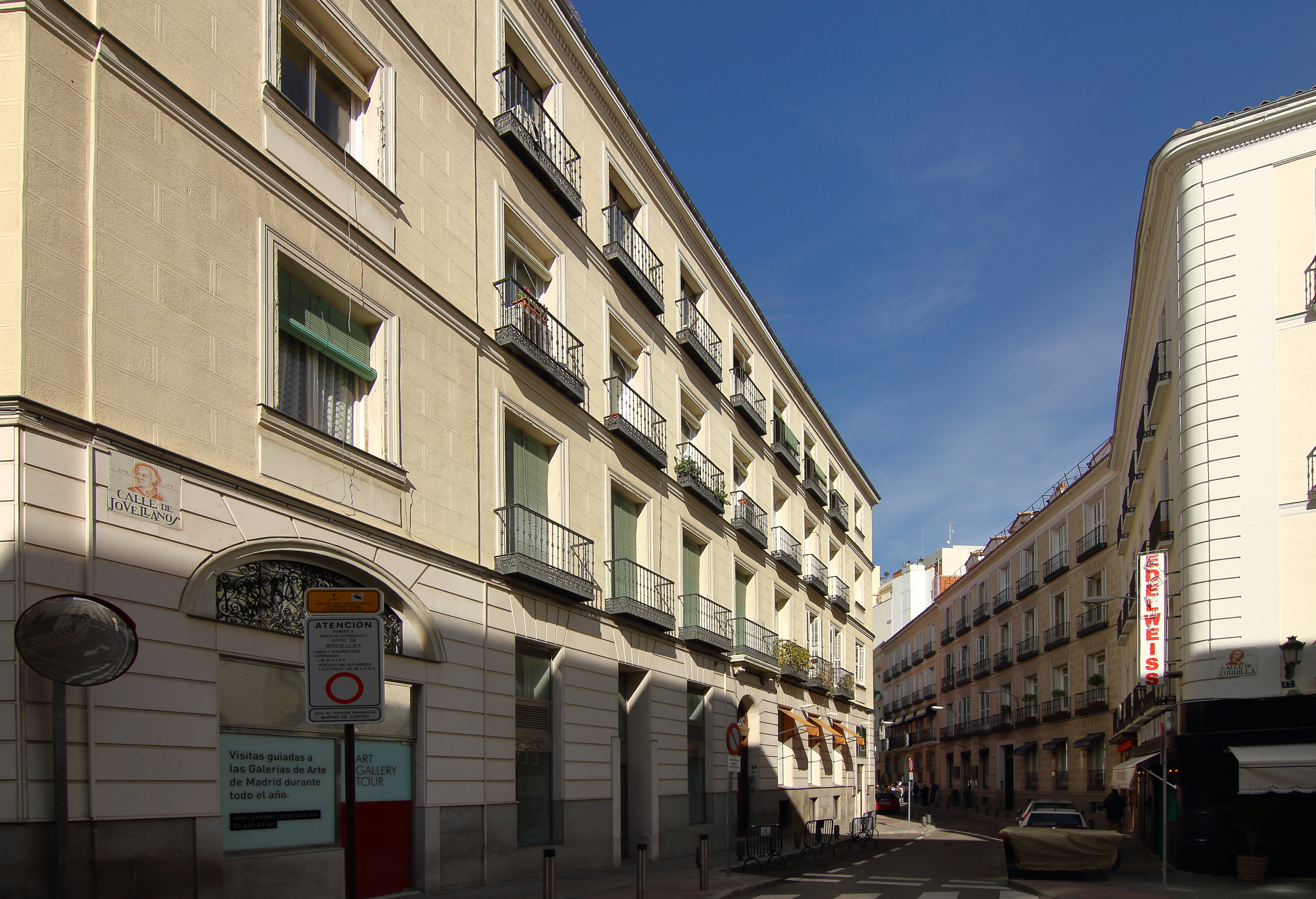
La calle de Jovellanos desde la de Zorrilla (en 2017).

Señalada en el manual de calles publicado en 1889 Hilario Peñasco de la Puente y Carlos Cambronero como calle de reciente apertura, su trazado sirvió para comunicar las antiguas calles de la Greda y del Sordo, nombres que hablan por sí solos del carácter de arrabal de esta zona mediado aun el siglo xix. En el xxi es sin embargo un turístico rincón del Madrid histórico, en el corazón del barrio de Cortes y a espaldas del palacio del Congreso de los Diputados.